# Prova (spettacolo)

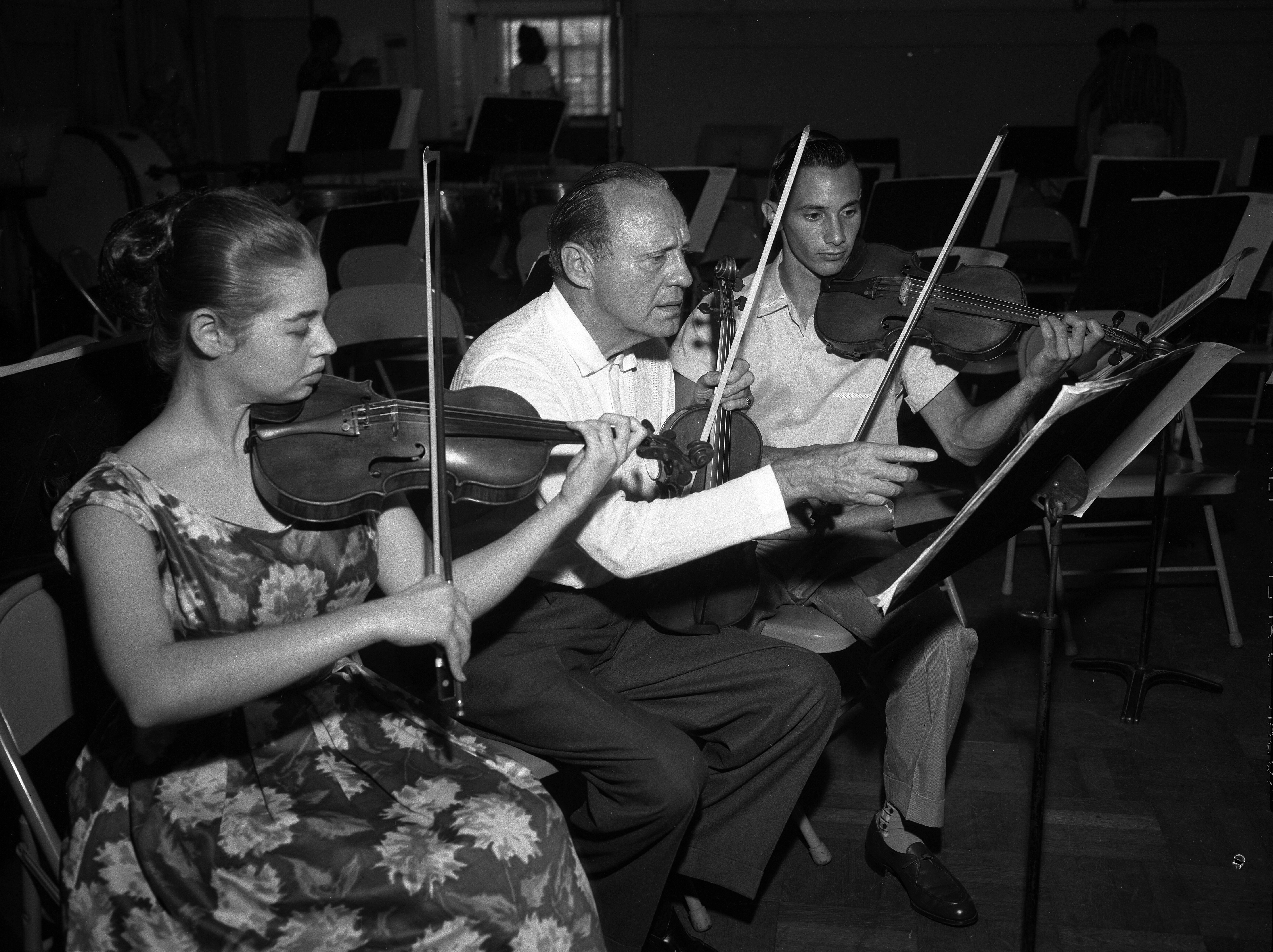
Jack Benny durante una prova con i giovani membri della California Junior Symphony Orchestra, nel 1959

Una prova è un evento di preparazione per una performance in ambito artistico o anche semplicemente pubblico. Viene effettuata come una forma di pratica, per assicurare che tutti i dettagli delle prestazioni successive siano adeguatamente preparati e coordinati. Più comunemente è impiegata nelle arti dello spettacolo, come la preparazione di una presentazione pubblica o di un nuovo spettacolo teatrale, ma può essere utilizzata anche in altri contesti, nonché in preparazione dello svolgimento di qualsiasi attività prevista.

## Prova generale
La prova generale o prova in costume (in inglese dress rehearsal) è la prova durante la quale ciascuno (attori, musicisti o cantanti) indossa il proprio abito di scena o da cerimonia ed esegue dall'inizio alla fine la propria performance, precisamente come se si trattasse della prima dello spettacolo.